# 基什巴尔卡尼
基什巴尔卡尼，是匈牙利诺格拉德州所辖的一个村。总面积8.03平方公里，总人口206，人口密度25.7人/平方公里（2011年1月1日）。